# ماساکو یوشیدا
ماساکو یوشیدا (ژاپنی: 吉田 雅子) بازیکن فوتبال اهل ژاپن است که از سال ۱۹۸۱ میلادی عضو تیم ملی فوتبال ژاپن بوده و در ۱ بازی ملی حضور داشته است. آخرین بازی ملی وی در تاریخ ۹ سپتامبر ۱۹۸۱ میلادی بود. ماساکو یوشیدا در بازی‌های ملی‌اش گلی به ثمر نرساند.